# TAK (kodek audio)
Tom’s verlustfreier Audio kompressor – format bezstratnej kompresji dźwięku, potocznie zwany TAK. Kodek oferuje możliwości kompresji porównywalne do wysokich ustawień Monkey’s Audio, z szybkością dekompresji porównywalną z FLAC. Oprogramowanie, które korzysta z tego formatu to m.in. Foobar2000, ImgBurn, Mp3Tag czy Winamp.